# Ordinariat (Verwaltungseinheit)
Ein Ordinariat ist eine der Partikularkirche gleichgestellte kirchliche Verwaltungseinheit mit territorialer oder personaler Jurisdiktion in der Römisch-katholischen Kirche und manchen anglikanischen Kirchen.
Im Gegensatz zum Bistum ist ein Ordinariat allerdings kein Bischofssitz. Der Ordinarius kann ein Bischof sein (entweder ein Titularbischof oder ein Diözesanbischof mit zusätzlicher Funktion), aber auch ein Priester kann im Bereich des Ordinariates als dessen Vorsteher die Jurisdiktion ausüben.
In der römisch-katholischen Kirche gibt es das Ordinariat für die Gläubigen des östlichen Ritus für Angehörige einer östlichen Rituskirche in einem Gebiet ohne eigene Hierarchie dieser Kirche, das Militärordinariat für Angehörige des Streitkräfte eines Staates und das Personalordinariat für Gläubige und Gemeinden mit anglikanischer oder episkopaler Tradition, die in voller Gemeinschaft mit der Römisch-katholischen Kirche und dem Papst ihr besonderes anglikanisches Erbe weiterführen. Alle Ordinariate sind exemt und direkt dem Heiligen Stuhl unterstellt.